# Trugmanguste
Die Trugmanguste (Paracynictis selousi), auch Selous-Manguste genannt, ist eine im südlichen Afrika lebende Raubtierart aus der Familie der Mangusten (Herpestidae). Sie gehört zu den wenigen Arten der Mangusten, die nie eingehender erforscht wurden, es ist vergleichsweise wenig über ihr Verhalten und ihre Ansprüche bekannt.

## Merkmale
Trugmangusten ähneln den Fuchsmangusten, werden aber deutlich größer. Sie erreichen eine Kopfrumpflänge von 39 bis 47 Zentimetern, eine Schwanzlänge von 28 bis 40 Zentimetern und ein Gewicht von 1,4 bis 2,2 Kilogramm. Wie bei allen Mangusten ist ihr Körper langgestreckt und die Gliedmaßen relativ kurz. Ihr Fell ist grau gefärbt, die Füße sind schwarz und der Schwanz endet in einer weißen Spitze. Jeder Fuß endet in vier Zehen, die mit langen, gebogenen Krallen versehen sind.

## Verbreitung und Lebensraum

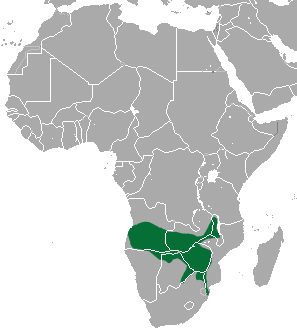
Verbreitungsgebiet der Trugmanguste

Diese Tiere leben im südlichen Afrika. Ihr Verbreitungsgebiet reicht von Angola, Malawi und Sambia bis nach Mosambik und das östliche Südafrika. Ihr Lebensraum sind Buschländer und offene Wälder.

## Lebensweise
Über die Lebensweise der Trugmangusten ist kaum etwas bekannt. Mit ihren großen Krallen graben sie sich labyrinthartige Baue, in denen sie den Tag verbringen. In der Nacht gehen sie auf Nahrungssuche, wobei sie sich meist am Boden aufhalten. Zu ihrer Beute zählen Insekten, Frösche, Echsen und kleine Nagetiere.
Es sind scheue und zurückgezogen lebende Tiere. Im Bedrohungsfall stoßen sie ein streng riechendes Sekret aus den Analdrüsen aus, die weiße Schwanzspitze könnte – ähnlich wie bei den Skunks – als Warnsignal fungieren.

## Gefährdungssituation
Die Trugmanguste wird von der Weltnaturschutzunion IUCN in der Roten Liste gefährdeter Arten geführt. Allerdings wird sie dort als nicht gefährdet („Least Concern“) bezeichnet.